# Martín Zurbano de Azpeitia
Martín Zurbano de Azpeitia (Azpeitia siglo XV -  Madrid 1516) fue un clérigo español consejero de la Inquisición durante el reinado de los Reyes Católicos.
En 1514 fue nombrado obispo de Tuy (Galicia).
Tiene capilla propia con retablo, reja y  panteón en la parroquia de San Sebastián de Soreasu, en Azpeitia, ejemplo del arte renacentista guipuzcoano.

## Biografía
Fue maestro en Artes y Teología, probablemente en la Universidad de Salamanca.
Figuraba como canónigo magistral de Ciudad Rodrigo y posteriormente en la iglesia de Santiago de Compostela, donde conoció y entabló relación en 1486  con los Reyes Católicos.
En 1491 ingresó en el monasterio de San Juan de Poyo de Pontevedra con mandato de abad administrativo, no partícipe en la comunidad.
Ese mismo año se trasladó a Roma, donde residió hasta 1503. En la Cuaresma de 1496 predicó el sermón "Oratio de la Passione Domini ad Alexandrum VI" ante el Papa.
Perteneciente al Consejo Real, comenzó a prestar servicio como Consejero de Inquisición y predicador de la Reina en  1502.
Desempeñó un papel relevante en la Congregación General de 1508 y en la redacción de las Constituciones para la Inquisición de los Reinos de Aragón y de Sicilia.
Accedió a la presidencia de los Consejos de Inquisición de Castilla y de Aragón en 1514.

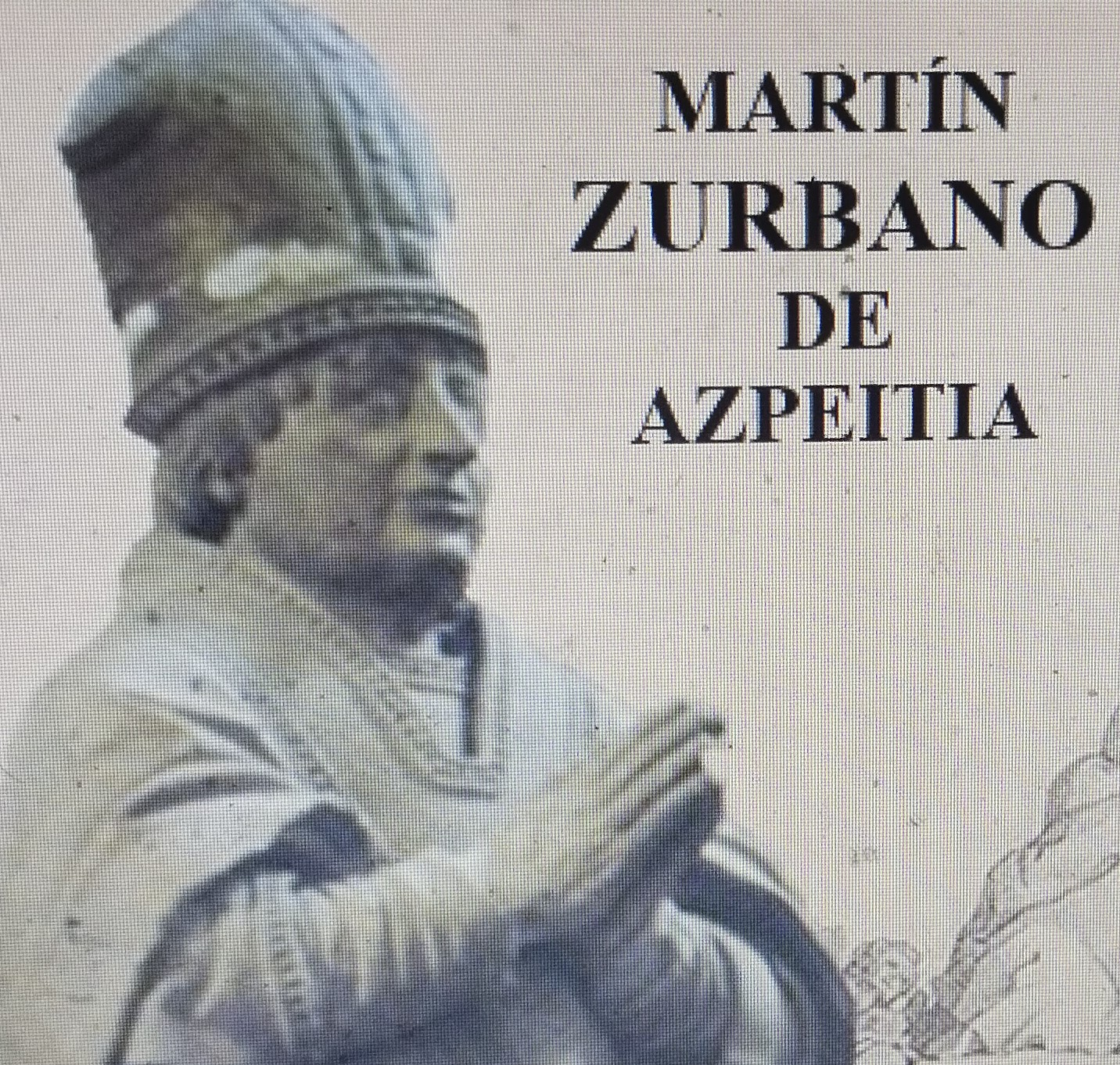

Se relacionó con otros clérigos inquisitoriales guipuzcoanos como   Mercado de Zuazola (Oñate).
Fue nombrado obispo de Tuy  en 1514 hasta su fallecimiento el 7 de octubre de 1516.
Asimismo, encontró tiempo para ejercitarse con escritor. Su obra más destacada fue " Ad Alexandrum VI Pont. Max Sacrosanctum Romane Ecclesiae Sanatum Reverendi, De passione domini, In Pontificia capelle: Oratio," publicada en Roma, por Eucarius Silber, a finales del siglo XV.
En 1508 compró un solar en el centro urbano de Azpeitia y edificó el llamado Palacio Basazabal que ha llegado a nuestros días.
En 1517, como indicó en su testamento,  se iniciaron las obras de la capilla en la iglesia de San Sebastián de Soreasu en Azpeitia con su sepulcro junto a  un retablo gótico. 